# Бетаферон

## Состав препарата
Активное вещество: интерферон — b-1b (IFN- бета1b) — негликозилированная форма человеческого интерферона бета. Представляет собой очищенный, стерильный, лиофилизированный белковый продукт, получаемый методом рекомбинации ДНК из штамма E. coli.
В каждом флаконе содержится 0,3 мг (9,6 млн. МЕ) рекомбинантного интерферона бета-1b при расчетном излишке заполнения 20 %. В 1 мл водного растворителя для приготовления раствора для инъекций содержится 5,4 мг натрия хлорида. В 1 мл приготовленного раствора содержится 0,25 мг (8,0 млн. МЕ) рекомбинантного интерферона бета-1b.
Неактивные компоненты: лиофилизат: лиофилизированная масса белого цвета человеческий альбумин, декстроза или маннитол (в качестве неактивных стабилизаторов); растворитель: прозрачный, свободный от частиц раствор — натрия хлорид, вода для инъекций.

## Показания к применению
Ремиттирующий рассеянный склероз: для уменьшения частоты и тяжести обострений рассеянного склероза у амбулаторных больных (то есть пациентов, способных передвигаться без посторонней помощи) при наличии не менее двух обострений заболевания за последние 2 года и последующим полным или неполным восстановлением неврологического дефицита; — вторично-прогрессирующий рассеянный склероз с активным течением заболевания, характеризующийся обострениями или выраженным ухудшением неврологических функций в течение 2 последних лет: для уменьшения частоты и тяжести обострений, а также для замедления темпов прогрессирования заболевания; — в ряде стран используется при клинически изолированном синдроме (КИС) для предупреждения развития достоверного рассеянного склероза.

## Противопоказания
- беременность и лактация
- повышенная чувствительность к природному или рекомбинантному интерферону-бета или человеческому альбумину в анамнезе

Применение с осторожностью: Бетаферон следует применять с осторожностью у пациентов с следующими заболеваниями:
- заболевания сердца, в частности, сердечная недостаточность III—IV стадии по классификации Нью-Йоркской кардиологической ассоциации (NYHA), кардиомиопатия;
- депрессии и суицидальные мысли (в том числе в анамнезе), эпилептические припадки в анамнезе;
- моноклональная гаммапатия;
- анемия, тромбоцитопения, лейкопения;
- нарушение функции печени.
- необходим контроль состояния щитовидной железы при наличии её аутоиммунной патологии

В связи с отсутствием достаточного опыта применения необходима осторожность при применении у пациентов моложе 18 лет.